# باغ پادشاه‌کچل
باغ پادشاه کچل یکی از باغهای دوران صفویه است. باغی در دامنه باباکوهی بین باغ تخت و باغ نو بوده که در آن عمارتی متعلق به سلطانی به نام کچل پادشاه بوده‌است.